# Marriott World Trade Center
Marriott World Trade Center (też: Three World Trade Center lub 3 World Trade Center) – nieistniejący budynek w nowojorskiej dzielnicy Lower Manhattan na Manhattanie. Rozpoczęcie budowy nastąpiło w 1979 roku, na potrzebę rozrastającej się spółki World Trade Center, zaś został ukończony w czerwcu 1981. Uroczyste otwarcie nastąpiło na początku lipca 1981.
Budynek został zniszczony 11 września 2001 poprzez spadające gruzy z płonących wież World Trade Center w trakcie ataków terrorystycznych.

## Zamach w 2001 roku

WTC 3 pod płonącymi bliźniaczymi wieżami po uderzeniach samolotów 11 września 2001 roku
WTC 3 i południowa wieża u podstawy przed jej zawaleniem
Spadający gruz z walącej się południowej wieży na WTC 3 o godz. 9:59
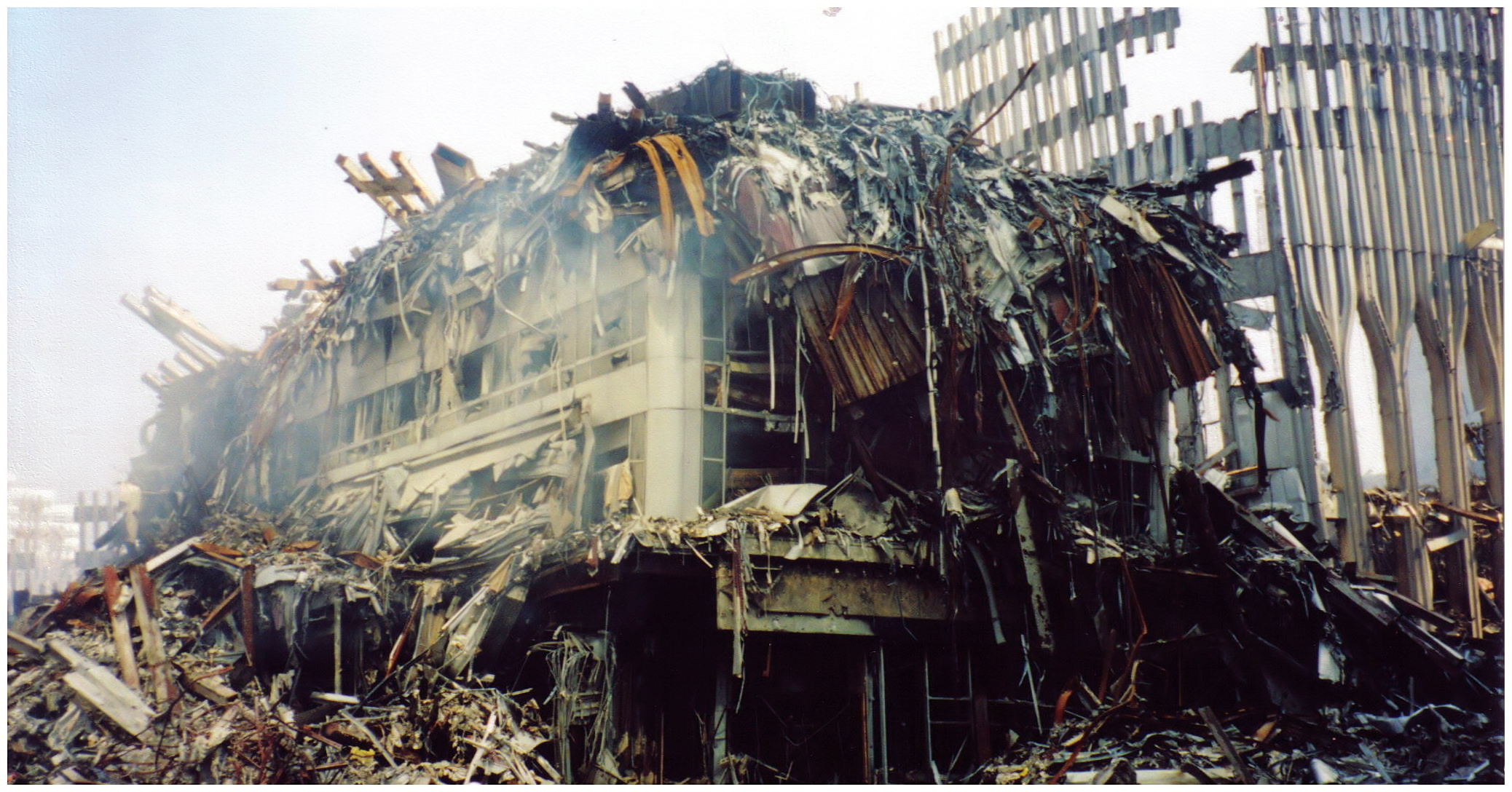
Pozostałości WTC 3 po zawaleniu obu bliźniaczych wież

## Galeria

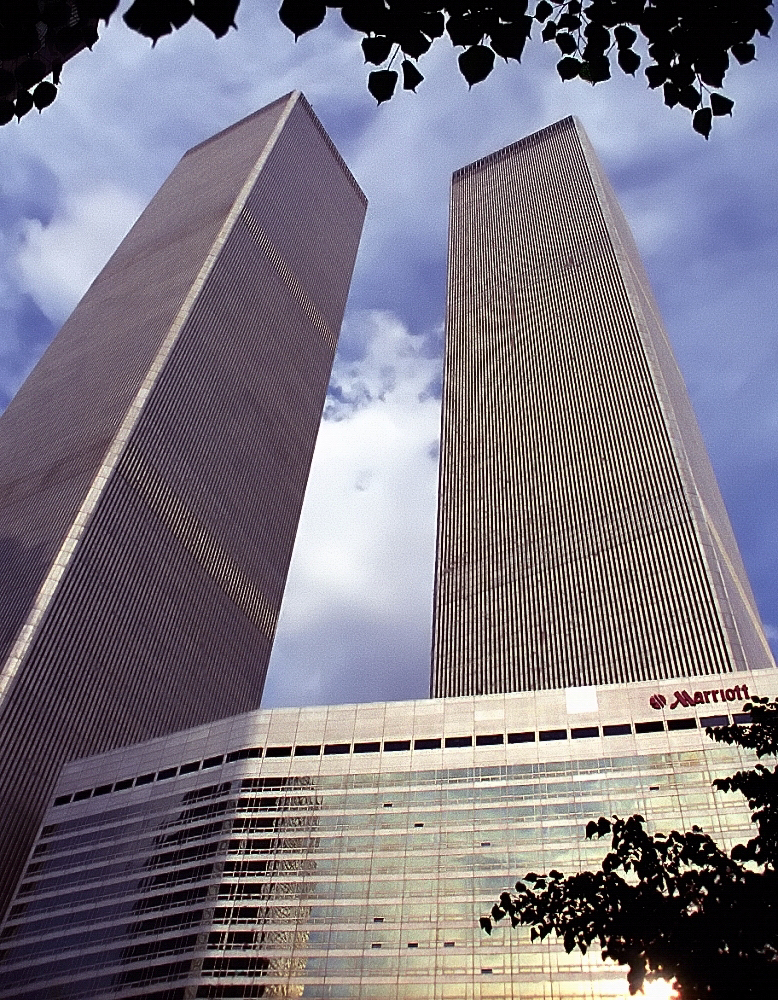
WTC 3 na zdjęciu z „Twin Towers”
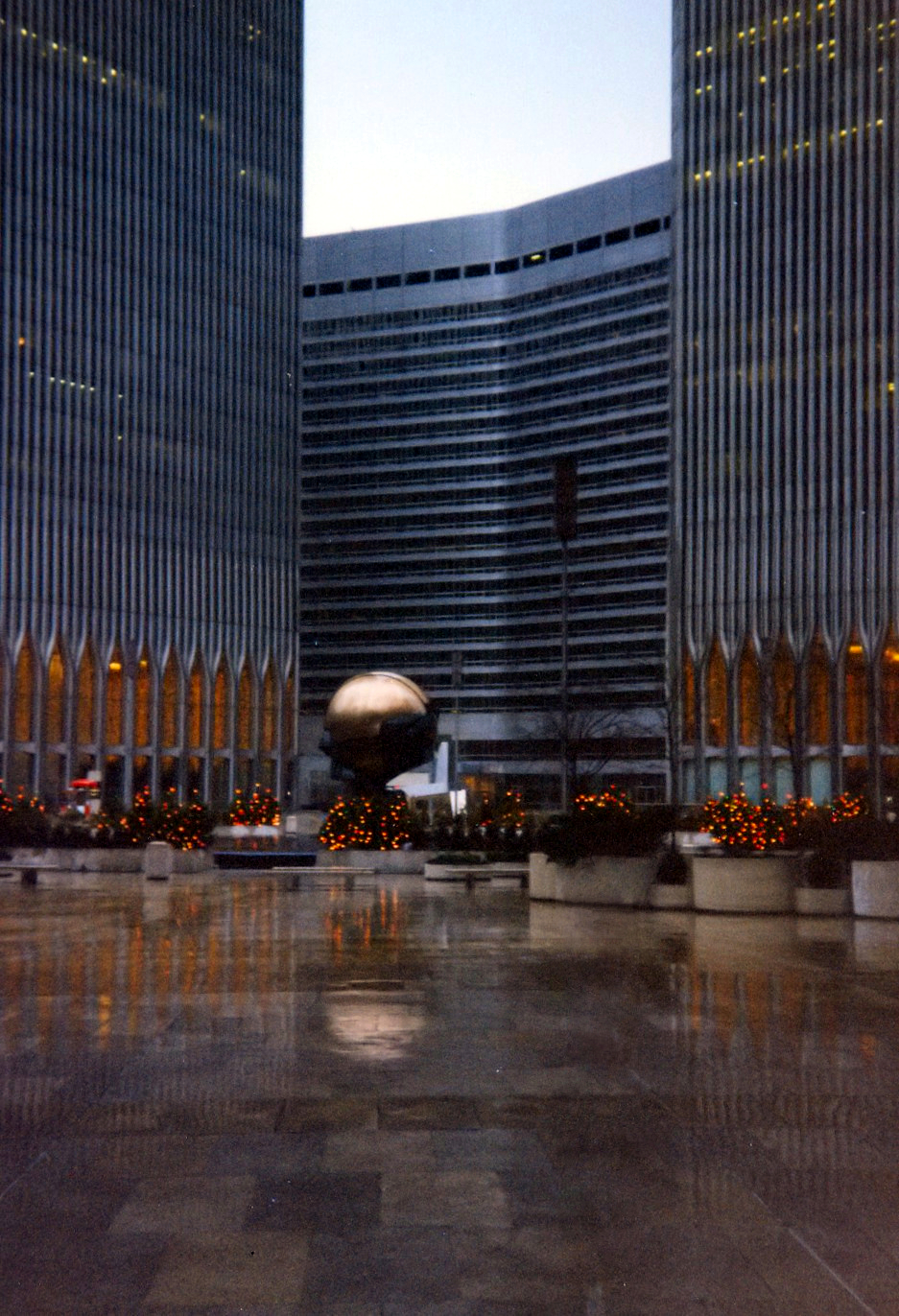
WTC 3 z WTC Plaza za The Sphere
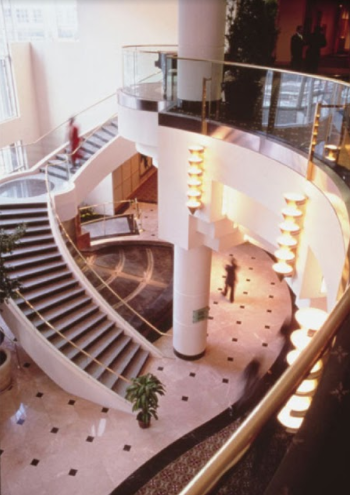
Lobby WTC 3
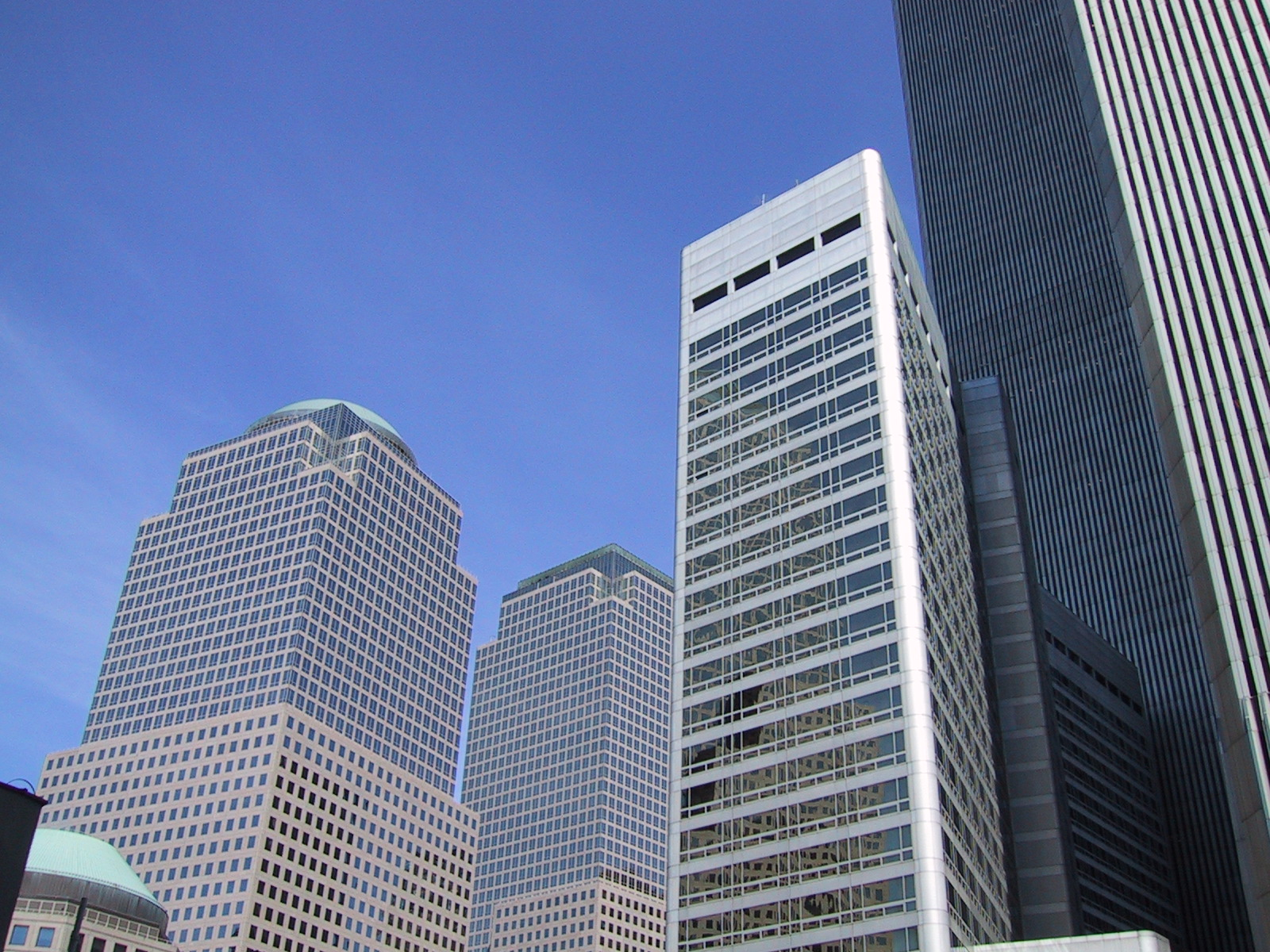
WTC 3 i budynki World Financial Center